# 穆瓦耶讷维尔 (加来海峡省)
穆瓦耶讷维尔（法語：Moyenneville，法語發音：[mwajɛnvil]）是法国上法蘭西大區加来海峡省的一个市镇，位于该省东南部，属于阿拉斯区。

## 地理
穆瓦耶讷维尔（50°10'54"N, 2°46'42"E）面积6.48 平方千米，位于法国上法蘭西大區加来海峡省，该省份为法国北部沿海省份，西北濒北海，南至索姆省，东临北部省。
与穆瓦耶讷维尔接壤的市镇（或旧市镇、城区）包括：布瓦勒欧蒙、阿布兰兹韦勒、阿耶特、布瓦里圣马丹、库尔塞勒勒孔特、阿姆兰库尔。

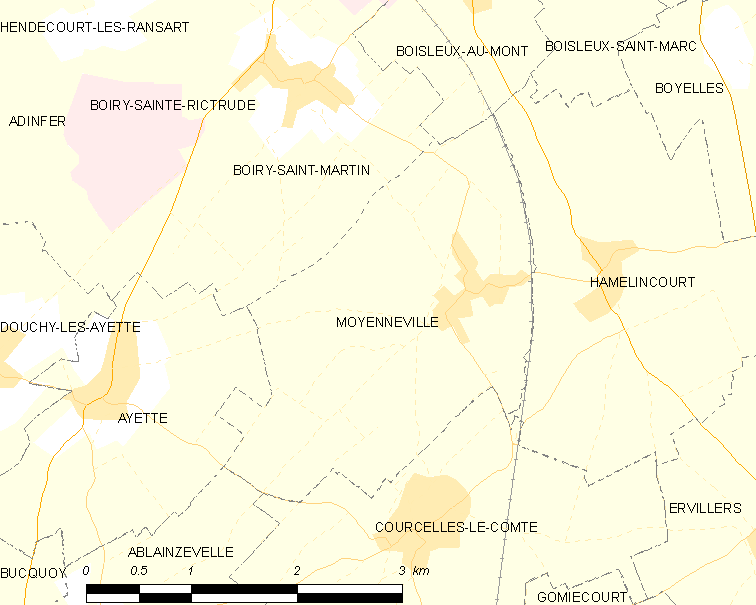
的OSM定位图

穆瓦耶讷维尔的时区为UTC+01:00、UTC+02:00（夏令时）。

## 行政
穆瓦耶讷维尔的邮政编码为62121，INSEE市镇编码为62597。

## 政治
穆瓦耶讷维尔所属的省级选区为巴波姆县。

## 人口

1962-2008年间人口变化图示

穆瓦耶讷维尔于2022年1月1日时的人口数量为289人。